# Liga I (Indonesia)
Giải bóng đá vô địch quốc gia Indonesia hay Liga 1 (tiếng Anh: League One), trước đây Divisi Utama Liga Indonesia, hay BRI Liga 1 vì lý do tài trợ, là một giải bóng đá chuyên nghiệp cho các đội bóng ở Hệ thống các giải bóng đá Indonesia. Giải hoạt động được 29 năm từ mùa giải 1994-95.
Ở thể thức hiện tại, Hệ thống các giải bóng đá Indonesia được xem xét chuyển từ thể thức giải đấu thành một hạng duy nhất từ mùa giải 2008–09 trở đi.

## Thể thức
Trong hầu hết lịch sử của Liga 1, có 18 đội tham gia ở giải cao nhất. Chỉ có một mùa giải (2014) có 22 đội tham gia hợp nhất từ hai giải đấu ở Indonesia – Giải bóng đá ngoại hạng Indonesia và Indonesia Super League. Dưới đây là bản thống kê hoàn chỉnh có bao nhiêu đội tham gia trong mỗi mùa giải suốt lịch sử giải đấu;
- 18 câu lạc bộ: 2008–2013, 2015–nay
- 22 câu lạc bộ: 2014

Từ mùa giải 2017 nếu có 2 đội bóng trở lên bằng điểm (ở mỗi vị trí), thứ tự được quyết định như sau:
1. Thành tích đối đầu
2. Hiệu số bàn thắng
3. Số bàn thắng nhiều hơn
4. Bốc thăm

## Câu lạc bộ Liga 1
Thông tin chi tiết xem thêm Danh sách các câu lạc bộ bóng đá Indonesia
Dưới đây là danh sách các câu lạc bộ Liga 1 đã từng thi đấu ở thể thức giải đấu (tổng cộng là 35).

### Thành viên năm 2018
| Đội bóng      | Vị trí      | Sân vận động              | Sức chứa | Mùa giải 2017     |
| ------------- | ----------- | ------------------------- | -------- | ----------------- |
| Arema         | Malang      | Kanjuruhan                | 42,449   | thứ 9 ở Liga 1    |
| Bali United   | Gianyar     | Kapten I Wayan Dipta      | 25.000   | thứ 2 ở Liga 1    |
| Barito Putera | Banjarmasin | May 17th                  | 15.000   | thứ 7 ở Liga 1    |
| Bhayangkara   | Jakarta     | PTIK                      | 3.000    | Vô địch Liga 1    |
| Borneo        | Samarinda   | Segiri                    | 16.000   | thứ 8 ở Liga 1    |
| Madura United | Pamekasan   | Gelora Ratu Pamelingan    | 15.000   | thứ 5 ở Liga 1    |
| Mitra Kukar   | Tenggarong  | Aji Imbut                 | 35.000   | thứ 10 ở Liga 1   |
| Persebaya     | Surabaya    | Gelora Bung Tomo          | 55.000   | Vô địch Liga 2    |
| Persela       | Lamongan    | Surajaya                  | 14.000   | thứ 14 ở ở Liga 1 |
| Perseru       | Serui       | Marora                    | 5.000    | 1thứ 5 ở Liga 1   |
| Persib        | Bandung     | Gelora Bandung Lautan Api | 38.000   | thứ 13 ở Liga 1   |
| Persija       | Jakarta     | Gelora Bung Karno         | 76,127   | thứ 4 ở Liga 1    |
| Persipura     | Jayapura    | Mandala                   | 30.000   | thứ 6 ở Liga 1    |
| PS TIRA       | Bantul      | Sultan Agung              | 35.000   | thứ 12 ở Liga 1   |
| PSIS          | Semarang    | Moch. Soebroto            | 20.000   | Hạng ba Liga 2    |
| PSM           | Makassar    | Andi Mattalata            | 12.000   | thứ 3 ở Liga 1    |
| PSMS          | Medan       | Teladan                   | 20.000   | Á quân Liga 2     |
| Sriwijaya     | Palembang   | Gelora Sriwijaya          | 23.000   | thứ 11 ở Liga 1   |

### Mùa giải ở Liga 1
Có 35 đội từng tham dự 9 mùa giải Liga 1 từ mùa giải 2008–09 đến mùa giải 2018, bao gồm cả mùa giải 2015 bị hủy bỏ. Các đội in đậm hiện tại thi đấu ở Liga 1. Có 7 đội từng thi đấu ở ISL/Liga 1 mỗi mùa giải.
|  | - 9 mùa giải: AremaARE, Madura UnitedMDU, Persela, Persib, Persija, Persipura, Sriwijaya - 8 mùa giải: Bali UnitedBLU, Persiba - 7 mùa giải: PSM - 6 mùa giải: Mitra Kukar - 5 mùa giải: Barito Putera, Persegres Gresik United, Persiwa, PS TIRATIR | - 4 mùa giải: BhayangkaraBHA, Perseru, Persijap, PSPS, Semen Padang - 3 mùa giải: BontangBON, BorneoBOR, Deltras, Persik, Persita, PSMS - 2 mùa giải: Persebaya, Persema, Persepam, Persidafon, Persitara, PSIS - 1 mùa giải: Persiba Bantul, Persibo, PSAP |

Ghi chú:
- ARE: Bao gồm với tư cách Arema Indonesia và Arema Cronus.
- MDU: Bao gồm với tư cách Pelita Jaya, Pelita Bandung Raya, và Persipasi Bandung Raya.
- BLU: Bao gồm với tư cách Persisam và Putra Samarinda.
- TIR: Bao gồm với tư cách Persiram và PS TNI.
- BHA: Bao gồm với tư cách Persebaya ISL.
- BON: Bao gồm với tư cách PKT Bontang.
- BOR: Bao gồm với tư cách Pusamania Borneo.

## Tài trợ
| Mùa giải | Nhà tài trợ                  | Tên giải đấu                    |
| -------- | ---------------------------- | ------------------------------- |
| 2008–12  | Djarum                       | Djarum Indonesia Super League   |
| 2013–23  | BV Sport (Commercial Rights) | BV Sport (Commercial Rights)    |
| 2014     | –                            | Indonesia Super League          |
| 2015     | Qatar National Bank Group    | QNB League                      |
| 2017     | GO-JEK và Traveloka          | GO-JEK Traveloka Liga 1         |
| 2018–nay | GO-JEK và Bukalapak          | GO-JEK Liga 1 bersama Bukalapak |

## Sự tiến hóa biểu trưng

Biểu trưng dùng cho mùa giải 2017.Biểu trưng dùng cho mùa giải 2017.

## Quyền phát sóng
| Mùa giải | Đài phát sóng TV                                                       |
| -------- | ---------------------------------------------------------------------- |
| 2008–13  | ANTV                                                                   |
| 2014     | VIVA Group, K-Vision (Pay TV) & MNC Group                              |
| 2015     | NET., Matrix Garuda, Big TV, Domikado (Streaming Platform) & MNC Group |
| 2017     | tvOne & Orange TV                                                      |
| 2018     | Indosiar, O Channel, & tvOne                                           |

## Đội vô địch
| Mùa giải | Champion                                           | Á quân                                             |                                                    |
| -------- | -------------------------------------------------- | -------------------------------------------------- | -------------------------------------------------- |
| 2008–09  | Persipura                                          | Persiwa                                            |                                                    |
| 2009–10  | Arema Indonesia                                    | Persipura                                          |                                                    |
| 2010–11  | Persipura                                          | Arema Indonesia                                    |                                                    |
| 2011–12  | Sriwijaya                                          | Persipura                                          |                                                    |
| 2013     | Persipura                                          | Arema Indonesia                                    |                                                    |
| 2014     | Persib                                             | Persipura                                          |                                                    |
| 2015     | Giải đấu bị hủy bỏ do lệnh cấm của FIFA            | Giải đấu bị hủy bỏ do lệnh cấm của FIFA            | Giải đấu bị hủy bỏ do lệnh cấm của FIFA            |
| 2017     | Bhayangkara                                        | Bali United                                        |                                                    |
| 2018     | Persija                                            | PSM                                                |                                                    |
| 2019     | Bali United                                        | Persebaya                                          |                                                    |
| 2020     | Giải đấu bị hủy do đại dịch COVID-19 tại Indonesia | Giải đấu bị hủy do đại dịch COVID-19 tại Indonesia | Giải đấu bị hủy do đại dịch COVID-19 tại Indonesia |
| 2021-22  | Bali United                                        | Persib                                             |                                                    |
| 2022-23  | PSM                                                | Persija                                            |                                                    |

### Vô địch theo câu lạc bộ
| Thứ hạng | Câu lạc bộ  | Số lần vô địch | Năm vô địch            |
| -------- | ----------- | -------------- | ---------------------- |
| 1        | Persipura   | 3              | 2008–09, 2010–11, 2013 |
| 3        | Arema       | 1              | 2009–10                |
| 3        | Sriwijaya   | 1              | 2011–12                |
| 3        | Persib      | 1              | 2014                   |
| 3        | Bhayangkara | 1              | 2017                   |

## Giải thưởng
| Năm     | Cầu thủ                                  | Câu lạc bộ              | Số bàn thắng       |
| ------- | ---------------------------------------- | ----------------------- | ------------------ |
| 2008–09 | Thomas Mbabu Antonio Cristian GonzálesCG | Persipura Persik/Persib | 28                 |
| 2009–10 | Aldo Baretto                             | Bontang                 | 19                 |
| 2010–11 | Boaz Solossa                             | Persipura               | 22                 |
| 2011–12 | Beto Gonçalves                           | Persipura               | 25                 |
| 2013    | Boaz Solossa                             | Persipura               | 25                 |
| 2014    | Emmanuel Kenmogne                        | Persebaya ISL           | 25                 |
| 2015    | Giải đấu bị hủy bỏ                       | Giải đấu bị hủy bỏ      | Giải đấu bị hủy bỏ |
| 2017    | Sylvano Comvalius                        | Bali United             | 37                 |

| Năm     | Cầu thủ            | Câu lạc bộ         |
| ------- | ------------------ | ------------------ |
| 2008–09 | Boaz Solossa       | Persipura          |
| 2009–10 | Kurnia Meiga       | Arema Indonesia    |
| 2010–11 | Boaz Solossa       | Persipura          |
| 2011–12 | Keith Gumbs        | Sriwijaya          |
| 2013    | Boaz Solossa       | Persipura          |
| 2014    | Ferdinand Sinaga   | Persib             |
| 2015    | Giải đấu bị hủy bỏ | Giải đấu bị hủy bỏ |
| 2017    | Paulo Sérgio       | Bhayangkara        |

| Năm     | Cầu thủ            | Câu lạc bộ         |
| ------- | ------------------ | ------------------ |
| 2008–09 | Không trao thưởng  | Không trao thưởng  |
| 2009–10 | Không trao thưởng  | Không trao thưởng  |
| 2010–11 | Không trao thưởng  | Không trao thưởng  |
| 2011–12 | Không trao thưởng  | Không trao thưởng  |
| 2013    | Syakir Sulaiman    | Persiba            |
| 2014    | Không trao thưởng  | Không trao thưởng  |
| 2015    | Giải đấu bị hủy bỏ | Giải đấu bị hủy bỏ |
| 2017    | Rezaldi Hehanusa   | Persija            |

| Năm     | Cầu thủ            | Câu lạc bộ         |
| ------- | ------------------ | ------------------ |
| 2008–09 | Không trao thưởng  | Không trao thưởng  |
| 2009–10 | Không trao thưởng  | Không trao thưởng  |
| 2010–11 | Không trao thưởng  | Không trao thưởng  |
| 2011–12 | Không trao thưởng  | Không trao thưởng  |
| 2013    | Yoo Jae-hoon       | Persipura          |
| 2014    | Không trao thưởng  | Không trao thưởng  |
| 2015    | Giải đấu bị hủy bỏ | Giải đấu bị hủy bỏ |
| 2017    | Không trao thưởng  | Không trao thưởng  |

| Năm     | Cầu thủ            | Câu lạc bộ         |
| ------- | ------------------ | ------------------ |
| 2008–09 | Không trao thưởng  | Không trao thưởng  |
| 2009–10 | Không trao thưởng  | Không trao thưởng  |
| 2010–11 | Không trao thưởng  | Không trao thưởng  |
| 2011–12 | Không trao thưởng  | Không trao thưởng  |
| 2013    | Jacksen F. Tiago   | Persipura          |
| 2014    | Không trao thưởng  | Không trao thưởng  |
| 2015    | Giải đấu bị hủy bỏ | Giải đấu bị hủy bỏ |
| 2017    | Không trao thưởng  | Không trao thưởng  |

| Năm     | Câu lạc bộ         |                    |
| ------- | ------------------ | ------------------ |
| 2008–09 | Không trao thưởng  | Không trao thưởng  |
| 2009–10 | Không trao thưởng  | Không trao thưởng  |
| 2010–11 | Không trao thưởng  | Không trao thưởng  |
| 2011–12 | Không trao thưởng  | Không trao thưởng  |
| 2013    | Không trao thưởng  | Không trao thưởng  |
| 2014    | Không trao thưởng  | Không trao thưởng  |
| 2015    | Giải đấu bị hủy bỏ | Giải đấu bị hủy bỏ |
| 2017    | Perseru            |                    |

## Cầu thủ

### Cầu thủ nước ngoài
PSSI giới hạn số cầu thủ nước ngoài là 6 cầu thủ mỗi đội, bao gồm một cầu thủ đến từ quốc gia của AFC và 1 cầu thủ đến từ Đông Nam Á. Các đội bóng có thể dùng 5 cầu thủ nước ngoài ra sân cùng một lúc.